# 검신 드래곤 퀘스트: 되살아난 전설의 검
검신 드래곤 퀘스트: 되살아난 전설의 검(剣神ドラゴンクエスト 甦りし伝説の剣, Kenshin Dragon Quest: Yomigaerishi Densetsu no Ken)는 스퀘어 에닉스에서 제작한 올인원 TV 게임으로, 개인의 TV 세트에 연결되며 별도의 비디오 게임 콘솔이 필요하지 않은 드래곤 퀘스트 비디오 게임 시리즈를 기반으로 한다.

## 게임플레이 및 특징
플레이하기 위해 플레이어는 장난감 검을 게임 컨트롤러로 사용하여 걷기(전방을 향함), 괴물과 싸우고, 방패로 방어하고, 주문을 시전하고, 시스템에 필요한 기타 모든 입력을 수행한다. 플레이어가 다양한 방향(가로, 대각선, 세로)으로 검을 베면 게임 세계에서 만나는 적에게 다른 효과와 피해가 발생한다. 게임의 ROM은 방패와 유사한 항목에 있다. 진행 중인 게임을 저장하려면 책처럼 생긴 메모리 카드를 쉴드에 삽입해야 한다.
이 게임은 전통적인 롤플레잉 게임이 아닌 어드벤처로 분류된다. 이는 대부분의 게임이 측면 경로를 제외하고는 한 방향으로만 이동할 수 있는 미리 결정된 경로로 설정되어 있기 때문이다. 적과의 만남은 미리 결정된 위치와 대형으로 설정된다. 이는 던전 크롤링 및 공개 탐색에 초점을 맞춘 롤플레잉 게임과 대조된다.
마주치는 몬스터는 슬라임, 두더지, 스켈레톤 나이트를 포함하여 드래곤 퀘스트 타이틀의 표준적인 다양성이다. 각 챕터의 끝에는 특별한 보스가 있다. 플레이어가 방패로 성공적인 공격과 블록을 쌓으면 슈퍼 미터가 쌓인다. 이것이 완료되면 플레이어는 강력한 공격을 펼칠 수 있게 된다.

## 구성
검신 드래곤 퀘스트는 첫 번째 드래곤 퀘스트와 같은 세계인 알프가드의 세계에서 진행된다. 이 퀘스트는 드래곤 퀘스트의 주요 스토리라인과 유사한 영역을 탐색한다. 주요 퀘스트 목표는 어드릭의 검을 사용하여 로라 공주를 구하고 사악한 킹 드래곤을 물리치는 것이다.
퀘스트는 알프가드의 모든 위치를 안내하는 8개의 챕터로 구성되어 있으며 대부분은 드래곤 퀘스트와 동일하다. 결국 영웅은 드래곤 퀘스트에서와 같은 무지개 다리를 건설한 후 마지막 성으로 들어가 킹 드래곤과 대결하게 된다. 이 게임에는 나중에 슬라임 크라이시스(Slime Crisis) 게임을 포함하여 몇 가지 미니 게임이 포함되어 있다.

## 평가
검신 드래곤 퀘스트는 일본에서 게임이 출시되기 전에 300,000개 이상의 선주문이 이루어졌다. 2004년 3월 31일로 끝나는 회계연도를 마감할 때까지 일본에서는 50만개 이상의 게임이 출하되었다. 이 게임은 2004년 제8회 CESA 게임 어워드에서 특별상을 수상했다.